# Aditus
Aditus es un grupo de música pop-rock de Venezuela formado cerca 1973 en San José de los Altos, estado Miranda, por el baterista Edgar De Sola, el bajista Sandro Liberatoscioli, el guitarrista Carlos Atilano y el teclista José Ignacio Lares, a quienes más tarde se le unieron el guitarrista Álvaro Falcón y el tecladista George Henríquez y Pedro Castillo. Durante los años 1980 Aditus produjo una serie de discos que la convirtió en una de las bandas de mayor popularidad y éxito comercial de Venezuela. Estos álbumes fueron reeditados en discos compactos durante los años 1990 y la banda ha sido objeto de numerosas compilaciones, que han complementado sus trabajos subsiguientes.
El nombre de la banda fue creado por Edgar De Sola (quien es médico), y proviene del término anatómico "aditus", mezcla del latín ad (hacia) e iter (camino), el cual se utiliza para referirse a entradas hacia el interior de cavidades en el cuerpo humano.

## Historia
Originalmente una banda de música rock progresiva, entre 1973 y 1975 Aditus realizó giras por Venezuela con su alineación original antes de grabar un sencillo en 45 rpm en 1975 con los temas Las lunas de Marte y Bajada misteriosa. En 1977, tras una serie de conflictos sobre la dirección artística de la banda y la separación de De Sola (quien se fue a estudiar música en el Berklee College of Music de Boston), José Ignacio Lares se separó de la banda para formar el grupo de rock progresivo Ficción mientras George Henríquez, Álvaro Falcón, Sandro Liberatoscioli y el nuevo baterista, Valerio González, se dedicaron a transformar a Aditus en el grupo pop por el que se les conocería más tarde.
En 1977 esta alineación grabó el disco independiente A través de la ventana, en el cual todavía predominada el sonido progresivo. Tras otras deserciones que dejaron a la banda transformada en el dúo George Henríquez-Valerio González, en 1979 la banda graba su segundo LP, Aditus 2, para el sello musical WEA. En este disco, que se alejó aún más del sonido original de la banda, Álvaro Falcón participó como guitarrista invitado, así como otros músicos que más tarde harían carrera en solitario como Jorge Aguilar.
Entre 1980 y 1981, la formación de la banda se estabilizó con el regreso de Sandro Liberatoscioli al bajo y la entrada del vocalista y compositor Pedro Castillo, quienes participaron en la grabación para Polydor de Fuera de la ley en 1981, el último disco de tendencia progresiva en la historia de la banda. Dejando de lado experimentaciones instrumentales y enfocándose en el sonido comercial y sin rebuscamientos que dominaba la radio de entonces, Aditus cambió profundamente su música en los siguientes dos años, reinventándose como una banda de power y synth-pop para sus siguientes dos producciones independientes, Posición adelantada en 1983 y AM-Vision 1984. Con este último discos, de ser prácticamente una banda de culto, Aditus comenzó a tener rotación radial masiva con el hit "Casualidad", lo cual llevó a que fueran firmados por el sello Sonográfica para la producción del siguiente LP, Juegos de azar, en 1985.
"Juegos de azar" fue un éxito nacional e internacional que fue guiado por los sencillo "Victoria", "No se quita" y "No te vayas ahora", y una masiva campaña publicitaria por Radio Caracas Televisión, empresa hermana de Sonográfica en el grupo empresarial Grupo 1BC. Con este sello la banda grabaría sus siguientes dos discos, Algo eléctrico (1987) y Lo Mejor de Lo Peor (1988). Con Sono-Rodven graban Otro mundo (1990) y Diez (1992). En 1993 lograron un éxito comercial con En concierto en este país, disco independiente en vivo que recopilaba la mayoría de los éxitos de la banda.
Sandro Liberatoscioli abandona la banda comenzando los 90 por razones de trabajo como ingeniero químico y en 1994 le siguió Pedro Castillo Díaz, quien había participado en varios proyectos alternos y que finalmente volvería a sus raíces con la banda de rock progresivo Témpano. En ese momento el guitarrista Pablo Hernández y el bajista Manuel Muñoz (ex-20/20) entran en Aditus, y graban junto a Henríquez y González el disco Años después en 1995 y Reversible por ambos lados (1997). A pesar de la falta de grabaciones, Aditus se mantiene activa dando giras por el país y brindando espectáculos públicos o privados, siendo su último álbum "De Alcabala a Peligro" (2007), y sencillos que han colocado en su página como "Titulares" y "Somos y Vamos".  En 2015 editan su disco "Ni en estudio ni en vivo,  sino todo lo contrario" 
A través de los años la banda ha servido de telonero a artistas extranjeros como el grupo canadiense Saga, Phil Collins, Tina Turner, Mana, Men at Work y Miguel Ríos. Además, músicos que han participado en la banda han creado proyectos propios que con el tiempo han hecho de Aditus un punto de referencia en la música pop y rock venezolana. Entre las bandas en las que participaron sus miembros se destacan Ficción, fundada por Edgar De Sola y José Ignacio Lares; PP's y Témpano, proyectos en los que participó Pedro Castillo Díaz; y Casablanca, liderada por Álvaro Falcón.
A mediados de 2012 y luego de la salida del vocalista Antonio Benítez, la banda integra como cantante y guitarrista a Gilberto Bermúdez, músico de amplia trayectoria recién salido de las filas de Franco De Vita. Gilberto Bermúdez es además un consumado tenor lírico, así como productor, cantante y locutor de jingles comerciales, habiendo pasado por bandas venezolanas como Hydra y 20/20. Para la celebración de los 40 años oficiales de la banda en 2015 se esperaban grabaciones y conciertos conmemorativos.

## Miembros

### Formación original
- Edgar De Sola: Batería & Voz.
- Carlos Atilano: Guitarra.
- José Ignacio Lares: Teclados.
- Nicholas Nevincenko: Guitarra.
- Sandro Liberatoscioli: Bajo & Voz.

### Segunda formación 1974
- Álvaro Falcón: Guitarra.
- Carlos Atilano: Guitarra.
- Edgar de Sola: Batería & Coros.
- George Henríquez: Voz  & Teclados.
- José Ignacio Lares: Teclados.
- Sandro Liberatoscioli: Bajo & Voz.

### Formación 1977
- Álvaro Falcón: Guitarra.
- George Henríquez: Voz  & Teclados.
- Sandro Liberatoscioli: Bajo & Voz.
- Valerio González: Batería & Percusión.

### Formación 1979
- George Henríquez: Voz  & Teclados.
- Valerio González: Batería & Percusión.

### Formación 1981
- George Henríquez: Voz  & Teclados.
- Pedro Castillo Díaz: Guitarra & Voz.
- Sandro Liberatoscioli: Bajo & Voz.
- Valerio González: Batería & Percusión.

### Formación 1992
- George Henríquez: Voz  & Teclados.
- Pedro Castillo Díaz: Guitarra & Voz.
- Valerio González: Batería & Percusión.

### Formación 1994
- George Henríquez: Voz & Teclados.
- Pablo Hernández: Guitarra.
- Manuel Muñoz : Bajo
- Valerio González: Batería & Percusión.

### Formación 2002
- George Henríquez: Voz & Teclados.
- José Ramoncini: Trompeta.
- Julio Andrade: Saxofón.
- David González : Trombón
- Pablo Hernández: Guitarra.
- Valerio González: Batería & Percusión.
- Antonio Benítez: Percusión & Voz.
- Tony Olivieri: Bajo

### Formación 2012
- George Henríquez: Voz & Teclados.
- Pablo Hernández: Guitarra.
- Valerio González: Batería & Percusión.
- Luis Segura: Bajo.
- Gilberto Bermúdez: Voz & Guitarra & Teclados.

### Formación 2018
- George Henríquez: Voz & Teclados.
- Carlos Cabrices: Guitarra.
- Valerio González: Batería & Percusión.
- Manuel Muñoz: Bajo.
- Manuel Mirabal: Voz & Guitarra.

### Formación 2022
- George Henríquez: Voz & Teclados.
- Valerio González: Batería & Percusión.
- Manuel Mirabal: Voz & Guitarra.
- Manuel Muñoz: Bajo.
- Julio Sánchez: Guitarra.
- Luis Ernesto Serrano: Teclados.

## Discografía

### Álbumes originales
| Año  | Título                                               | Discográfica               |
| 1977 | A través de la ventana                               | Independiente              |
| 1979 | Aditus/2                                             | Wea                        |
| 1981 | Fuera de La Ley                                      | Polydor                    |
| 1983 | Posición Adelantada                                  | Independiente              |
| 1984 | AM-Vision                                            | Independiente              |
| 1985 | Juegos de Azar                                       | Sonográfica                |
| 1987 | Algo Eléctrico                                       | Sonográfica                |
| 1990 | Otro Mundo                                           | Rodven                     |
| 1992 | Diez                                                 | Rodven                     |
| 1993 | En Concierto En Este País                            | Independiente/Anes Records |
| 1995 | Años después                                         | Independiente              |
| 1997 | Reversible por ambos lados                           | Independiente              |
| 2007 | De Alcabala a Peligro                                | Independiente              |
| 2015 | Ni en concierto ni en estudio sino todo lo contrario | Independiente              |

### Recopilación
| Año  | Título                    | Discográfica          |
| 1988 | Lo Mejor y Lo Peor...     | Sonográfica           |
| 1991 | Lo Mejor de Aditus        | Sonográfica           |
| 2000 | Aditus 25 Años (Serie 32) | Sonográfica/Universal |
| 2001 | Sólo Éxitos               | Sonográfica/Universal |

### Sencillos
| Año  | Título                                        | Discográfica  |
| 1975 | Las lunas de Marte/Bajada misteriosa (45 rpm) | Independiente |
| 2006 | No pasa el tiempo                             | Independiente |
| 2012 | Somos y Vamos                                 | Independiente |
| 2013 | Titulares                                     | Independiente |
| 2020 | Te volví a encontrar                          | Independiente |
| 2023 | Son 50                                        | Independiente |